# 國旗下半旗實施辦法
《國旗下半旗實施辦法》為2006年12月8日中華民國政府公佈的行政命令，明定中華民國政府各政府機關及公立學校必須懸掛的中華民國國旗下半旗誌哀的時機。

## 詳細規定
- 第2條規定現任總統、副總統逝世時依規定降半旗：總統(自逝世之日起至安葬之日)、副總統(安葬之日)
- 第3條 每年228和平紀念日
- 第4條下列人士逝世，經總統決定者，下半旗：一、對國家有特殊勳勞或偉大貢獻者。二、對世界和平或人類進步有偉大貢獻者。三、現任友邦元首。
- 第5條因天然或人為災害造成重大傷亡時，依災害類別，由中央災害防救業務主管機關報請行政院決定下半旗。但屬國際災害事件者，由外交部報請行政院決定。
- 第6條第四條第一項各款及前條下半旗之日期、期間，由下半旗決定機關定之
- 第8條下半旗時，應先將國旗升至桿頂，再下降至旗身橫長二分之一處。降旗時，仍應升至桿頂，再行下降。
- 第9條下半旗時，與國旗並列懸掛之旗幟，其高度不得高於國旗。